# Cyborg Attack
Cyborg Attack ist eine Band aus Chemnitz und Leipzig. Ihr Musikstil wird dem Elektro zugerechnet.

## Geschichte
Gegründet wurde die Band 1995 von Tino Weidauer (Keyboard) und Raik Wild (Gesang). Inspiriert durch Elektro und Bands wie Front 242, Cat Rapes Dog und Tyske Ludder, entwickelte sich langsam der Sound, der das Aushängeschild von Cyborg Attack wurde. Lyrisch befasst sich die Band hauptsächlich mit Themen zu Krieg, surrealen Endzeit-Vorahnungen sowie auch mit gesellschaftskritischen Aspekten.
Nach einem erfolgreichen Start innerhalb der Szene und einer Reihe von kleineren Tourneen und Auftritten als Vorgruppe von Terminal Choice, Cat Rapes Dog, Funker Vogt und anderen Bands kam 1997 die Debüt-MCD Toxic auf den Markt. Da es sich um eine Eigenproduktion handelte, waren einige Ideen nicht zu verwirklichen. Durch gute Verkaufszahlen entstanden erste Kontakte zu verschiedenen Plattenlabels, so dass nach der Reunion 2000 die Arbeit am ersten Album aufgenommen wurde.
Im Dezember 1999 verließ der Mitgründer und damalige Frontmann Raik Wild die Band, um eine Karriere im eher Pop betonten Musikbereich zu starten. Es vergingen ca. 3 Monate bevor die verbleibenden Bandmitglieder mit dem neuen Frontmann Sandro Franz alias Punisher einen Nachfolger finden konnten und die Band wieder komplett war. Mit neuen Songs und einigen Samplerbeiträgen machten sie das Chemnitzer Label BlackRain auf sich aufmerksam und nach dem erfolgreichen Auftritt vor ca. 3000 Zuhörern beim 9. (Chaos) Wave-Gotik-Treffen im Jahr 2000 wurde ein Plattenvertrag beim Sublabel NoiTekk unterschrieben. 2001 erschien das erste Album Blutgeld und Eno Enrico Laukner wurde als viertes Mitglied fest in die Band integriert. Aufgrund von einigen Problemen entschloss man sich 2003 direkt zum Hauptlabel BlackRain zu wechseln, über das dann auch das Album Stoerf***tor im Jahr 2006 erschien.

## Stil
Die Musik von Cyborg Attack wird dem Electro zugeordnet. Kennzeichen der Gruppe seien ein überwiegend in deutscher Sprache gehaltener, „gröhliger Gesang, gesellschaftspolitische Themen und immer wieder ziemlich ähnlich klingende Kompositionen. Die Basslines wummern die ewig gleichen Sequenzen rauf und runter, darüber ein paar Melodiefetzen [und] ein paar Samples“.

## Diskografie

### Alben
| Jahr | Release      | Medium | Label                                                 |
| ---- | ------------ | ------ | ----------------------------------------------------- |
| 1997 | Toxic        | MCD    | Eigenproduktion                                       |
| 2001 | Blutgeld     | CD     | Noitekk (Erstauflage) – Black Rain (Neuauflage, 2003) |
| 2006 | Stoerf***tor | CD     | Black Rain                                            |

### Samplerbeiträge
| Jahr | VA-Release                                                   | Song                             | Medium | Label                 |
| ---- | ------------------------------------------------------------ | -------------------------------- | ------ | --------------------- |
| 1998 | The Nightingale Compilation                                  | Warrior                          | CD     | SPV / Steady Beatz    |
| 1999 | Maschinenwelt Compilation III                                | Kalter Stahl                     | CD     | Maschinenwelt Records |
| 1999 | Black Rain Compilation – A Collection Of Underground Tracks3 | Warrior                          | CD     | BlackRain Rec.        |
| 2000 | Black Rain Compilation II                                    | Bitch                            | 2 CD   | BlackRain Rec.        |
| 2000 | Triton Volume 3                                              | Agony                            | 2 CD   | Triton                |
| 2001 | Forgotten Dreams: Machines And Electric Beats                | CYBORG ATTACK V.2                | CD     | Emmo.Biz Records      |
| 2002 | Elegy – Numéro 21                                            | Bitch                            | CD     | Elegy                 |
| 2002 | Störsequenz                                                  | Blutrausch                       | CD     | Black Rain Records    |
| 2004 | Different                                                    | CYBORG ATTACK (Live on 13th WGT) | DVD    | Black Rain Records    |
| 2005 | Aderlass 3                                                   | Dunkle Visionen                  | 2 CD   | Totentanz             |
| 2006 | 10.ELEKTRISCH FESTIVAL                                       | Stoerf***tor                     | CD     | Emmo.Biz Records      |
| 2006 | A Compilation 2                                              | Stoerf***tor                     | 2 CD   | Black Rain Records    |
| 2007 | Extreme Sündenfall 5                                         | Born Dead                        | 4 CD   | UpScene               |